# Mănăstirea Lacuri
Mănăstirea Lacuri este o mănăstire ortodoxă din România situată în comuna Deleni, județul Iași.